# Кук-Шамардан
Кук-Шамардан — деревня в Игринском районе Удмуртской республики.

## География
Находится в центральной части Удмуртии на расстоянии приблизительно 16 км на северо-восток по прямой от районного центра поселка Игра.

## История
Известна была с 1924 года как выселок Кукьямесский Шамардан из деревни Каргурец (ныне Каргурезь) с 6 дворами. С 1939 года деревня с современным названием. До 2021 года входила в состав Зуринского сельского поселения.

## Население
Постоянное население составляло 63 человека (1924), 12 человек в 2002 году (удмурты 100 %), 0 в 2012.